# La Jurée
Pour plus de détails, voir Fiche technique et Distribution.
La Jurée (The Juror) est un film américain réalisé par Brian Gibson, sorti en 1996.

## Synopsis
Annie Laird est une artiste qui élève seule son fils, Oliver. La routine de sa vie est soudain bouleversée lorsqu'elle est désignée comme jurée au procès du caïd Louie Boffano. Au cours d'une rencontre avec le "Professeur", un homme aussi dangereux que séduisant, Annie découvre le cauchemar dans lequel elle est désormais plongée : si Boffano est condamné, Oliver le payera de sa vie. Surveillée grâce à un équipement ultra-sophistiqué, elle n'a pas d'autre choix que de réussir l'impossible : influencer le jury de manière à faire acquitter Boffano....

## Fiche technique
- Titre français : La Jurée
- Titre original : The Juror
- Réalisation : Brian Gibson
- Scénario : Ted Tally, d'après le roman de George Dawes Green, The Juror
- Musique : James Newton Howard
- Photographie : Jamie Anderson
- Montage : Robert M. Reitano
- Production : Rob Cowan & Irwin Winkler
- Société de production et de distribution : Columbia Pictures
- Pays :  États-Unis
- Langue : Anglais
- Format : Couleur - SDDS - Dolby Digital - 35 mm - 2.35:1
- Durée : 118 min
- Classification : États-Unis : R (certificat #33998 ; violence, érotisme léger et grossièreté de langage)

## Distribution
- Demi Moore (VF : Anne Jolivet ; VQ : Élise Bertrand) : Annie Laird
- Alec Baldwin (VF : Joël Zaffarano ; VQ : Pierre Auger) : le professeur
- Joseph Gordon-Levitt (VF : Chris Pages ; VQ : Éric Jomphe) : Oliver Laird
- Anne Heche (VF : Juliette Degenne ; VQ : Marie-Andrée Corneille) : Juliet
- James Gandolfini (VF : Antoine Tomé ; VQ : Mario Desmarais) : Eddie
- Lindsay Crouse (VF : Frédérique Tirmont ; VQ : Claudie Verdant) : Tallow
- Tony Lo Bianco (VF : Jean-Pierre Cassel ; VQ : Jean-Marie Moncelet) : Louie Boffano
- Michael Rispoli (VF : Jacques Bouanich) : Joseph Boffano
- Matt Craven (VQ : Jacques Lavallée) : Boone
- Jack Gilpin (VF : Jérôme Keen) : Barry, un membre du jury
- Charle Landry (VF : Luc Bernard) : Un membre du jury
- Chuck Cooper (VF : Saïd Amadis) : Un membre du jury
- Michael Constantine (VF : William Sabatier) : Le juge Weitzel
- Matthew Cowles (VF : Yves Beneyton) : Rodney
- Frank Adonis (VF : Jacques Richard) : DeCicco

## Distinctions

### Récompense
- Razzie Awards :
  - Pire actrice pour Demi Moore (en plus de son rôle dans Striptease)

### Nomination
- Stinkers Bad Movie Awards : 
  - Pire performance d'une actrice dans un rôle principal pour Demi Moore (en plus de son rôle dans Striptease)